# ویشنوپرستی ۲۵۶۳۶
سیارک ۲۵۶۳۶ (به انگلیسی: 25636 Vaishnav، نامگذاری:2000AS62)۲۵۶۳۶مین سیارک کشف شده‌است که در ۰۴ ژانویه ۲۰۰۰ کشف شد.